# 1884 en France
Chronologie de la France
- 1880
- 1881
- 1882
- 1883
- 1884
- 1885
- 1886
- 1887
- 1888

Cette page concerne l'année 1884 du calendrier grégorien.

## Événements
- 14 février : au Sénat, Gustave Garrisson intervient en faveur de la généralisation du livret de famille pour toute la France ; « le Sénat sait ce que sont les Livrets de Famille. Lorsque le dépôt des actes de l’État-Civil fut détruit à Paris, dans les dernières convulsions de la Commune, on éprouva les plus grandes difficultés à reconstituer l’État-Civil. À cette occasion-là, le Garde des Sceaux, M. Dufaure publia une circulaire dont je vous demande la permission de vous citer quelques lignes. Si cette mesure vient à être généralisée, ce sera un troisième dépôt des actes de l’État-Civil, confié à la garde des familles. En cas de catastrophe, incendie, inondation, pillage, invasion, les registres de l’État-Civil pourraient être ainsi reconstitués. Grâce au Livret de Famille, on évitera les erreurs qui se présentent si fréquemment dans l’indication des prénoms ou l’orthographe des noms et prénoms »[1].
- 21 février - 17 avril : grande grève des mineurs d'Anzin[2].
- 26 février :
  - premier numéro du quotidien Le Matin[3].
  - décret du Conseil supérieur des Colonies sur les conseils électifs dans les Établissements français de l'Inde, sur le rapport de Victor Schœlcher ; il établit pour tous les conseils locaux de l'Inde trois listes d'électeurs, l'une pour les Européens et assimilés, la seconde pour les Indiens dits renonçant, c'est-à-dire ayant renoncé à leur statut personnel, la troisième pour les Indiens non renonçant[4]. Le décret du 10 septembre 1899 répartit en deux listes tous les électeurs des établissements de l'Inde, l'une pour les Européens et assimilés, la seconde pour les natifs[5].
- 12 mars : prise de Bac Ninh, au Tonkin, par les troupes françaises du général Oscar de Négrier[6].
- 21 mars : loi Waldeck-Rousseau abrogeant la loi Le Chapelier interdisant les corporations donc les syndicats[7]. Les syndicats sont pour la première fois autorisés en France. Le gouvernement reconnaît le droit de s’associer à toutes les personnes « exerçant la même profession, des métiers similaires ou des professions connexes ». En contrepartie, il impose le dépôt obligatoire des statuts et le nom des administrateurs, soulevant la méfiance des militants ouvriers.

- 5 avril : réglementation de la vie administrative locale. La loi sur l'organisation municipale  décide plusieurs points[8] : elle confirme la loi du 4 mars 1882 rendant aux conseils municipaux le droit d'élire les maires[9]. Elle déclare inéligibles aux fonctions municipales « les ministres en exercice d'un culte légalement reconnu »[10]. Elle oblige toute commune d'acquérir ou de louer un hôtel-de-ville, mettant fin à la pratique fort répandue de confondre mairie et domicile privé du Maire[11]. Elle oblige les communes de délivrer gratuitement aux époux un livret de famille[12].
- 11 mai : accord de Tientsin, convention signée par le capitaine Fournier ; il impose le retrait des troupes chinoises du Tonkin[13].
- 1er juin-30 septembre : exposition nationale et régionale de Rouen[14].
- 6 juin : traité de Hué. Accords entre la Chine et la France. Les deux parties acceptent le premier traité de Hué, qui reconnaissait le protectorat français sur l’Annam et le Tonkin[15]. La France occupe Langson et toute la zone adossée au Yunnan. L’autorité coloniale impose un régime d’administration directe en Indochine française (conventions de 1884 et 1897).
- 13 juin : épidémie de choléra à Toulon et Marseille. Un premier cas atteint un marin à Toulon le 13 juin. Des individus fuyant Toulon portent le choléra à Marseille où il est signalé à l'Hôtel-Dieu le 25 juin. Un lycéen toulonnais meurt à Marseille le 27 juin. 1 793 décès sont enregistrés entre juin et octobre, puis 1 256 entre le 14 juillet et le 9 décembre 1885[16].
- 17-24 juin : le gouverneur de Cochinchine Charles Thomson impose une convention au roi Norodom. Le Cambodge est passé sous protectorat de la France[17].
- 23 juin : les Français sont battus à Bac Le et contraints à la retraite par les troupes chinoises qui n’appliquent pas les accords de Tientsin[6].

- 12 juillet : la France envoie un ultimatum à la Chine et exige l’évacuation immédiate du Tonkin et le paiement d’indemnités de guerre[18].
- 22 juillet : Adolphe Le Boucher devient le premier gouverneur civil de Nouvelle-Calédonie[19]. L'archipel est doté d’une administration civile. Du gouverneur général dépendent la Grande-Terre, l’île des Pins, les îles Loyauté ainsi que les îles Chesterfield, annexées par la France en 1878 pour le guano.
- 27 juillet : rétablissement du divorce, après adoption du projet de loi présenté par le député radical Alfred Naquet[20]. Ce retour aux « acquis » révolutionnaires (supprimés le 8 mai 1816 par la loi Bonald) n'est pourtant pas total : le divorce par consentement mutuel n'est plus autorisé et seuls des motifs (relatifs à la notion de faute) sont pris en compte (peine infamante, adultère, sévices ou injures graves). Par contre, la séparation de corps est maintenue et subsiste le devoir de secours entre conjoints par octroi d'une pension alimentaire.
- 5 août : les forces françaises débarquent à Keelung, à Taïwan[21].

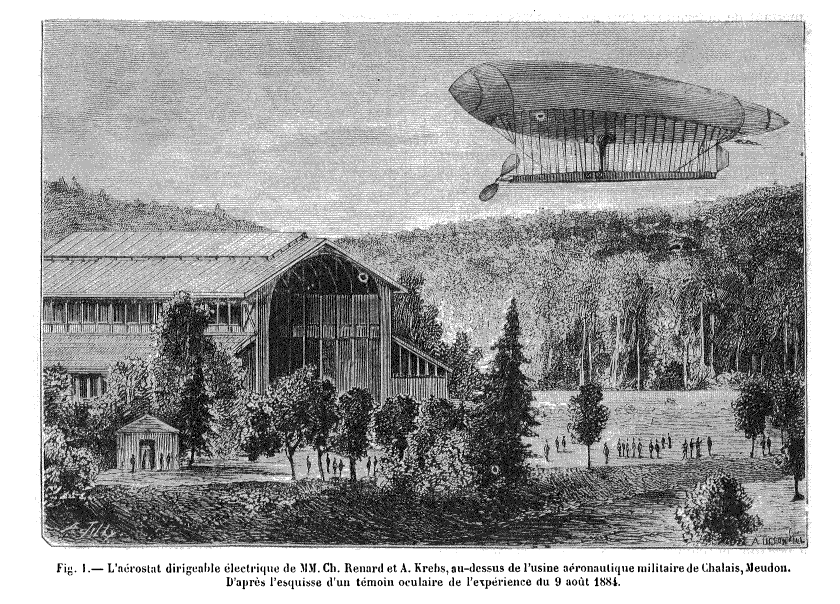
Dirigeable Renard et Krebs - 1884.

- 9 août : vol d'essai de La France, ballon dirigeable électrique lancé par Charles Renard et Arthur Constantin Krebs sur un trajet en circuit fermé de 7,6 kilomètres en 23 minutes à partir de Meudon[22].
- 10 août : inauguration de l'usine Dumont, une centrale électrique aménagée à partir d’une chute d’eau par l'industriel suisse Louis Dumont. Bellegarde-sur-Valserine devient la première ville de France avec un éclairage public électrique[23].
- 14 août : « Petite révision constitutionnelle » consolidant la république ; la forme républicaine ne peut plus faire l'objet d'une révision ; les sénateurs inamovibles sont supprimés et les collèges électoraux sont modifiés en faveur des zones urbaines dont la population s'accroît fortement par rapport aux circonscriptions rurales[24].
- 23 août : la marine française bombarde Fuzhou et établit un blocus de Taïwan[25]. Le 26; la Chine déclare la guerre à la France[21].

- 8 octobre : l’offensive française à Taïwan est repoussée par les Chinois à la bataille de Tamsui[21].

- 15 novembre : conférence de Berlin[26].

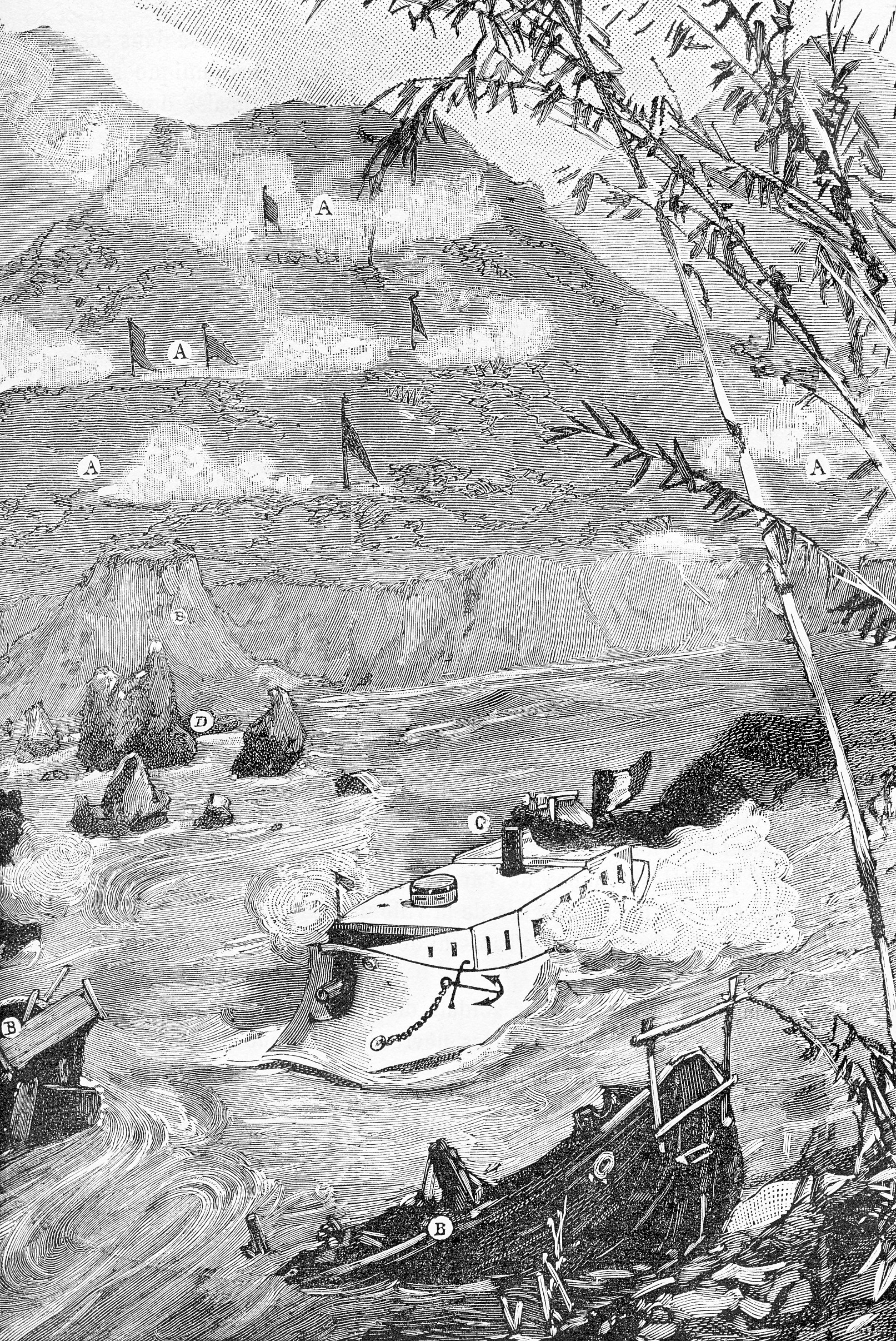
La canonnière Revolver tirant contre les défenses chinoises à la bataille de Yu Oc, octobre 1884.

- 19 novembre : victoire française sur les Pavillons noirs à la bataille de Yu Oc[27].
- 23 novembre : début du siège de Tuyen Quang (fin le 28 février 1885)[6].

- 1er décembre : une mission militaire française, dirigée par le général Vosseur, est envoyée en Grèce pour diriger pendant 3 ans l'instruction de l'armée hellénique[28].
- 9 décembre : loi portant modification aux lois organiques sur l'organisation du Sénat et les élections de sénateurs ; les sénateurs inamovibles sont supprimés graduellement[24].